# Necar Zadegan
Necar Zadegan, in farsi نکار زادگان (Heidelberg, 20 giugno 1982), è un'attrice statunitense di origini iraniane.

## Filmografia parziale

### Cinema
- Unthinkable, regia di Gregor Jordan (2010)
- Elena Undone, regia di Nicole Conn (2010)

### Televisione
- Nip/Tuck – serie TV, episodio 4x11 (2006)
- How I Met Your Mother – serie TV, episodio 2x18 (2007)
- NCIS - Unità anticrimine (NCIS) – serie TV, episodio 4x12 (2007)
- Lost – serie TV, episodio 4x02 (2008)
- 24 – serie TV, 20 episodi (2010)
- CSI: Miami – serie TV, episodio 8x18 (2010)
- The Event – serie TV, 5 episodi (2010-2011)
- Harry's Law – serie TV, episodio 2x11 (2012)
- Major Crimes – serie TV, episodio 1x04 (2012)
- Undercovers – serie TV, episodio 1x13 (2012)
- Emily Owens, M.D. – serie TV, 12 episodi (2012-2013)
- Rake – serie TV, 13 episodi (2014)
- Legends – serie TV, episodi 1x03-1x04 (2014)
- Girlfriends' Guide to Divorce – serie TV, 45 episodi (2014-2018)
- Extant – serie TV, 6 episodi (2015)
- The Good Doctor – serie TV, episodi 1x11-1x12-2x02 (2018)
- Here and Now - Una famiglia americana (Here and Now) – serie TV, 9 episodi (2018)
- NCIS: New Orleans – serie TV, 58 episodi (2018-2021)
- Documentary Now! – serie TV, episodi 3x01-3x02 (2019)
- Star Trek: Picard – serie TV, episodio 1x05 (2020)
- Mayor of Kingstown – serie TV, 20 episodi (2021-2024)

## Doppiatrici italiane
Nelle versioni in italiano delle opere in cui ha recitato, Necar Zadegan è stata doppiata da:
- Laura Romano in The Event, Girlfriends' Guide to Divorce
- Sabrina Duranti in NCIS: New Orleans, Mayor of Kingstown
- Cristiana Rossi in Unthinkable
- Emanuela Rossi in 24
- Alessandra Cassioli in CSI: Miami
- Monica Ward in Major Crimes
- Nunzia Di Somma in Undercovers[1]
- Laura Boccanera in Emily Owens
- Emanuela Baroni in Rake
- Ilaria Latini in The Good Doctor

Da doppiatrice è stata sostituita da:
- Stefania Patruno in Horizon Zero Dawn
- Alessandra Korompay in Archer
- Beatrice Caggiula in Indiana Jones e l'antico cerchio